# Anagraphis maculosa
Anagraphis maculosa är en spindelart som beskrevs av Denis 1958. Anagraphis maculosa ingår i släktet Anagraphis och familjen plattbuksspindlar.
Artens utbredningsområde är Afghanistan. Inga underarter finns listade i Catalogue of Life.